# Indiana Jones a nástroj osudu
Indiana Jones a nástroj osudu (v anglickém originále Indiana Jones and the Dial of Destiny, původně překládáno jako Indiana Jones a volání osudu či Indiana Jones a disk osudu) je dobrodružný a akční snímek režiséra Jamese Mangolda z roku 2023; jde o pátý díl příběhu s archeologem-dobrodruhem Indianou Jonesem. Titulní role se jako vždy zhostil Harrison Ford (díky technologii poháněné umělou inteligencí jej diváci spatří i digitálně omlazeného) jako Indiana Jones, dále ve filmu hrají Mads Mikkelsen či Phoebe Waller-Bridge. Film měl režírovat Steven Spielberg, ten ovšem v únoru 2020 odstoupil z důvodu, že série potřebuje pohled nové generace; jiné zdroje uvádějí, že to bylo kvůli neshodám ohledně scénáře. Steven Spielberg figuruje jako jeden z producentů snímku.
Do projektu se nevrátil George Lucas, který byl naposledy přítomen u Indiana Jonese a království křišťálové lebky. Film měl premiéru 30. června roku 2023.
Děj je zasazen do roku 1969, do časů soupeření o dobytí vesmíru mezi USA a SSSR. Indy je znepokojen faktem, že americká vláda do tohoto klání neváhala nasadit bývalé nacisty, aby jí zajistili vítězství nad Sovětským svazem. Proto se vypraví, se svou kmotřenkou Helenou, zastavit Jürgena Vollera, bývalého nacistu v dresu NASA; ten se angažuje v programu přistání člověka na Měsíci a má v úmyslu změnit svět dle svých představ.

## Obsazení
| Harrison Ford        | Indiana Jones    |
| Phoebe Waller-Bridge | Helena Shaw      |
| Mads Mikkelsen       | Jürgen Voller    |
| Boyd Holbrook        | Klaber           |
| John Rhys-Davies     | Sallah           |
| Antonio Banderas     | Renaldo          |
| Toby Jones           | Basil Shaw       |
| Karen Allen          | Marion Ravenwood |
| Ethann Isidore       | Teddy Kumar      |